# 溪叉牙七鰓鰻
溪叉牙七鰓鰻（學名：Lethenteron appendix），為圓口綱七鰓鰻目七鰓鰻科叉牙七鰓鰻屬的一種，分布於北美洲五大湖、聖羅倫斯河、密西西比河至大西洋沿岸淡水流域，本魚兩個背鰭在基部相連，口盤比頭窄，通常有鈍盤齒，通常有67-73個軀幹肌節，體色為鉛灰色至灰藍色，體色為白色或銀白色，鰭為黃色，尾鰭上有深灰色至黑色的斑點，側線孔無黑色，繁殖期成魚體色為橄欖綠色或粉紫色至亮黑色，背鰭基部有黑色條紋，口上板，2 顆單尖牙，但偶爾在牙橋上出現第三個小尖牙；口下板，單尖牙6-10顆，橫舌板呈U形，有15顆單尖齒，中齒顯著增大；縱向舌板，每片有5-8顆單尖齒，尾鰭鏟狀，體長可達35公分，棲息在水質清澈、沙石底質的溪流，幼魚會埋在沙石待大約三至七年，以矽藻及有機碎屑為食，變態發生在夏末和初秋，成魚在冬末準備產卵，不進食。